# Strijthagermolen
De Strijthagermolen is een middenslag-watermolen in het Strijthagerbeekdal die oorspronkelijk onderdeel uitmaakte van het park en de goederen van het kasteel Strijthagen in de Nederlandse gemeente Landgraaf. Het waterrad wordt aangedreven door water uit de stuwvijver bij het kasteel die op zijn beurt wordt gevoed door de Strijthagerbeek.
De molen is gebouwd in 1617 als korenmolen en omstreeks 1700 herbouwd in de huidige vorm. De molen maalde tot het midden van de 19e eeuw met een houten bovenslagrad. Dit werd, nadat de molen in 1950 als gevolg van de optredende mijnverzakkingen, bij een grootscheepse restauratie in 1989 vervangen door het huidige middenslagrad met een middellijn van 5,1 m.

## Historie
De historie van de molen is nauw verbonden geweest met het kasteel Stijthagen. Op het eind van de 18e eeuw kwam Stijthagen door vererving in het bezit van Frans van Collenbach door zijn huwelijk met Maria Theresia von Clotz. De familie von Clotz was sinds 1700 in het bezit van het landgoed Strijthagen.
Nadat Strijthagen een aantal keren van eigenaar wisselde, kwam het in 1899 in het bezit van Friedrich Honigmann, mede-eigenaar van de Oranje- Nassaumijnen in Limburg. Vanaf 1924 werd de molen gepacht door tot 1985 door de familie Spijkers. De laatste molenaar was Joseph Spijkers. In 1982 ging het eigendom over naar de nieuw gevormde gemeente Landgraaf, waarna het uiteindelijk in bezit kwam van de Limburgse Monumentenstichting.
De molen is nog maalvaardig en wordt gebruikt als demonstratiemolen.

## Zie ook

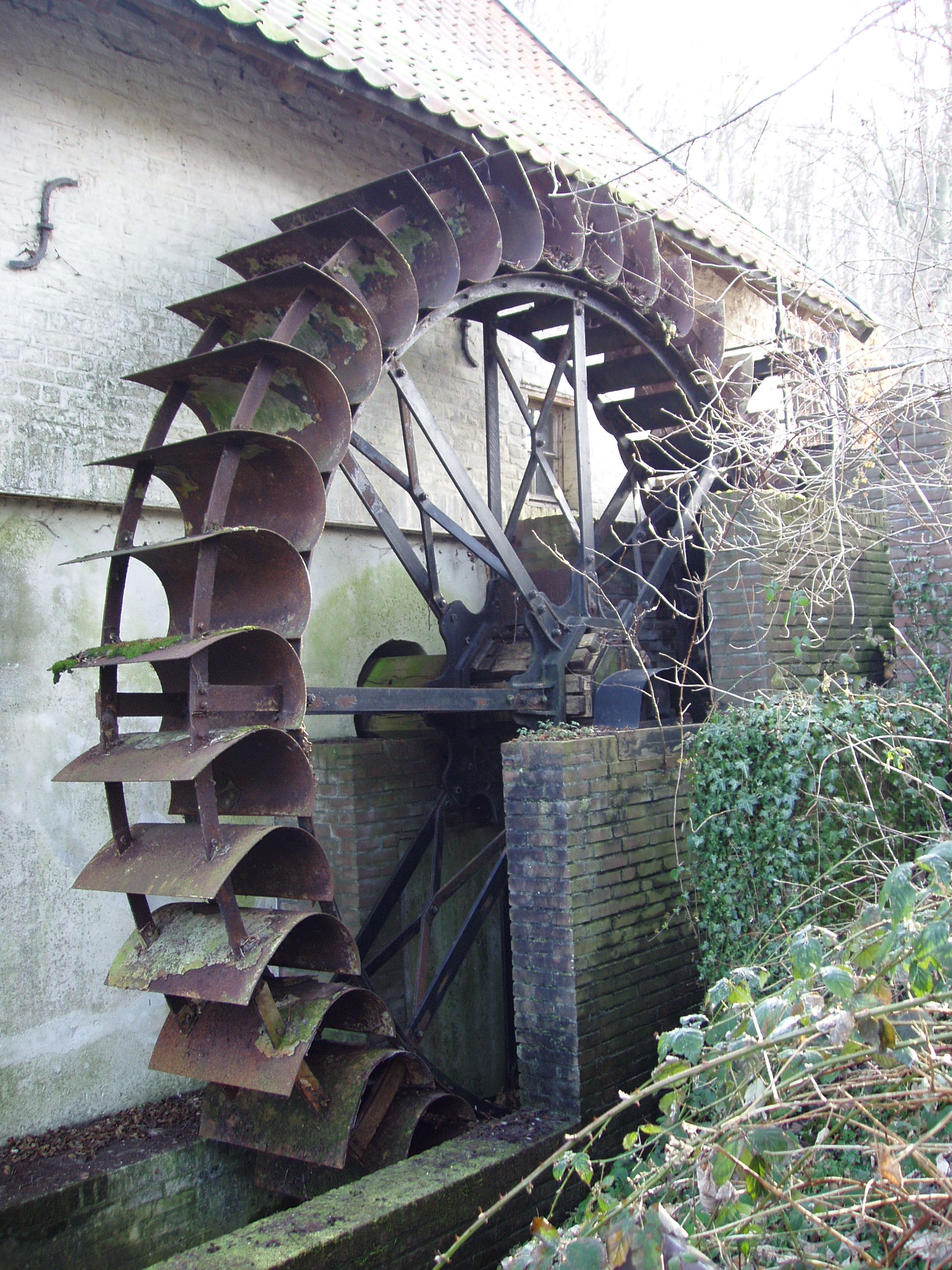
Het rad van de molen.
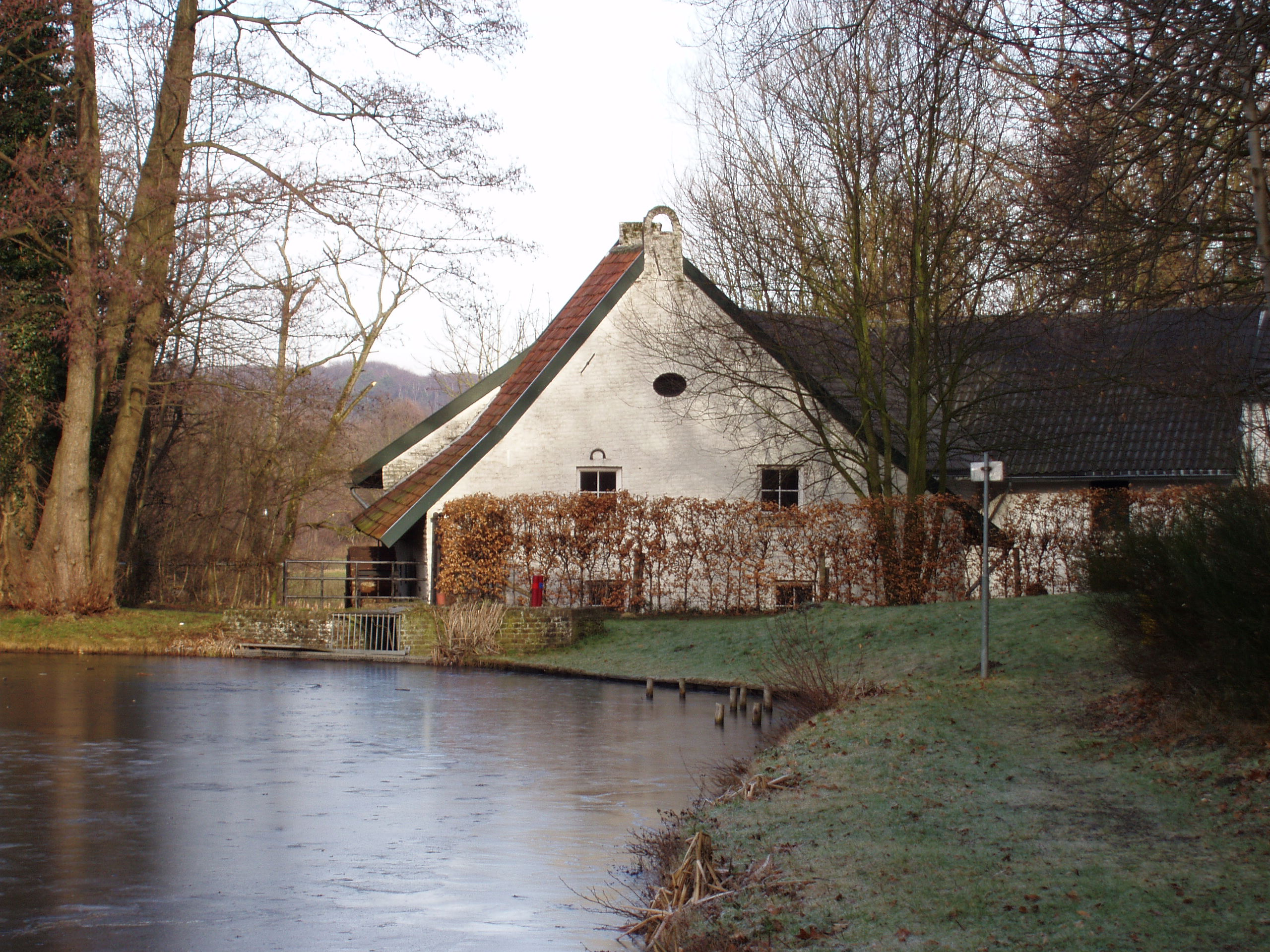
Het molengebouw.
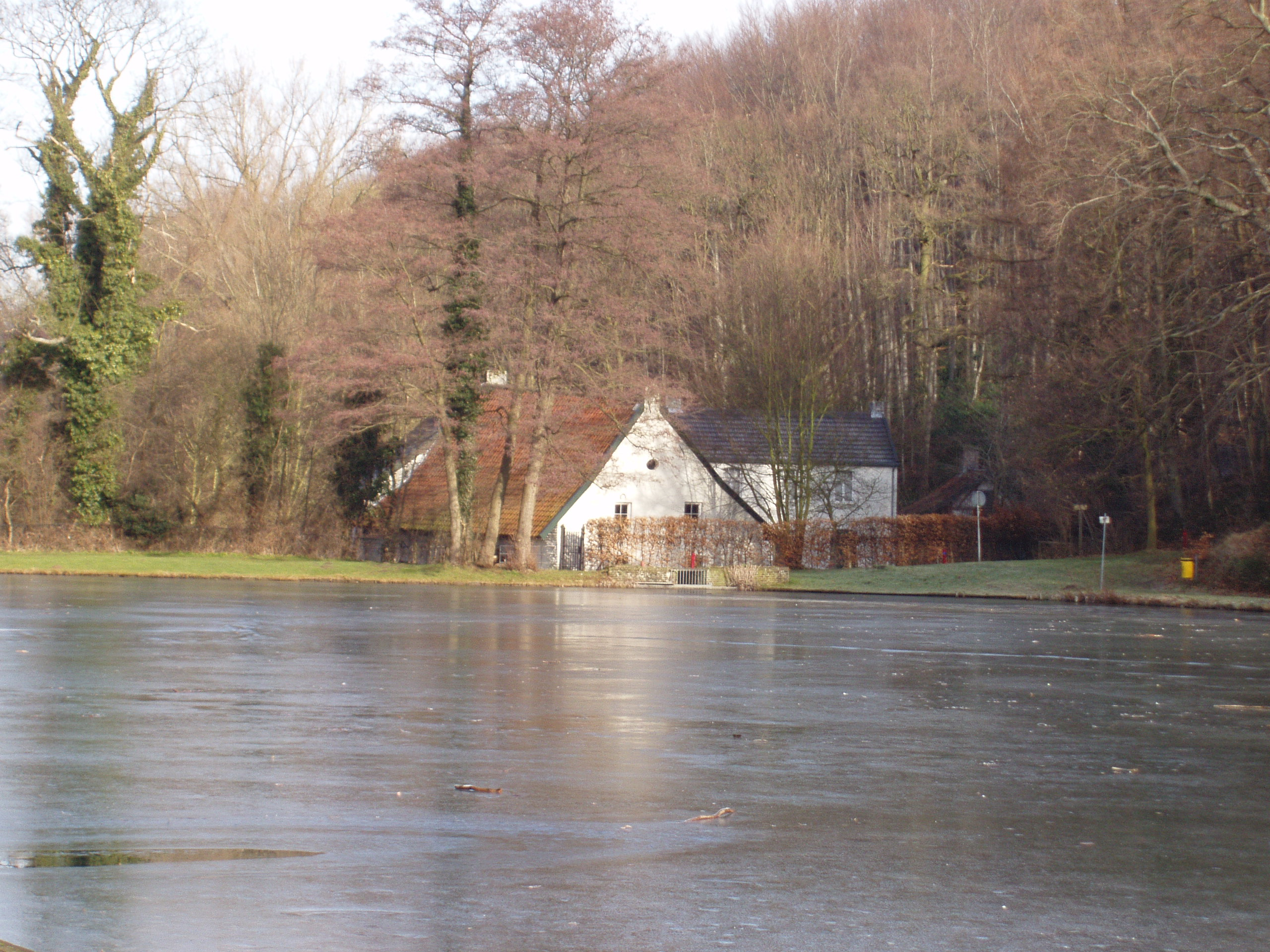
Het water van een van de vijvers dat voor de molen opgestuwd wordt.
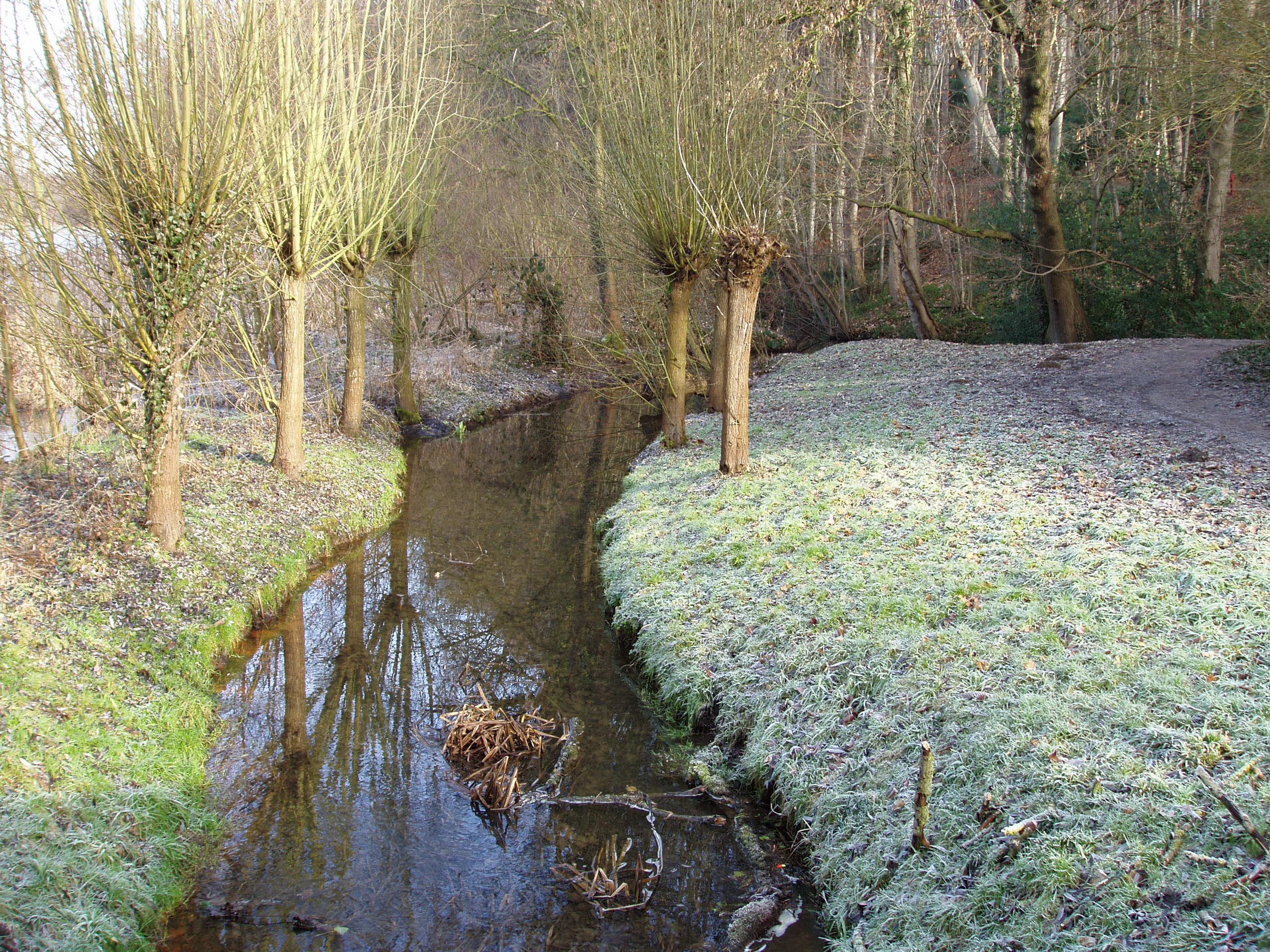
De Strijthagerbeek vervolt zijn loop.